# Synchronizovaná převodovka

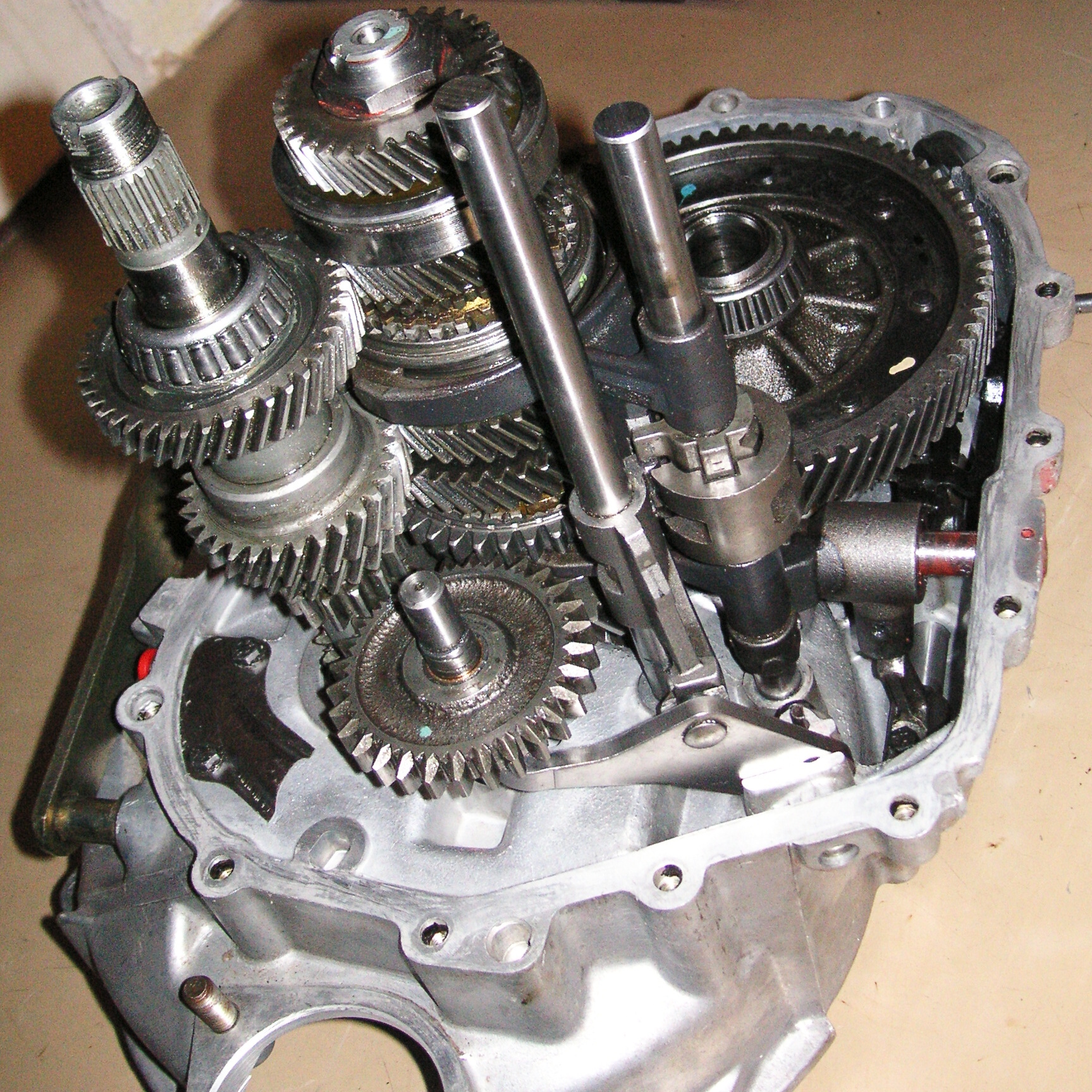
Automobilová převodovka

Synchronizovaná převodovka je mechanická vícestupňová převodovka s čelními ozubenými koly vybavená synchronizačním zařízením zabezpečujícím zmenšení neshody poměru vstupních a výstupních otáček převodovky s převodovým poměrem zařazovaného převodového stupně na minimum ještě dříve, než dojde k vlastnímu zařazení převodového stupně. Během řazení dochází k přerušení přenosu výkonu. 
Účelem synchronizace je omezení rázů v převodech a tím zvýšení životnosti převodovky a souvisejících ústrojí, rovněž zkrácení doby přerušení přenosu výkonu během řazení. Z toho dále plyne usnadnění řazení pro obsluhu a dlouhodobě komfortní provoz zařízení. 
Synchronizované převodovky se v osobních automobilech rozšířily po druhé světové válce. U nákladních automobilů pak ještě později. Před zavedení synchronizace bylo při řazení nutno využívat tzv. pravého meziplynu.

## Druhy synchronizace
Synchronizace lze dosáhnout:
- mechanicky
- elektronicky

Synchronizované převodovky nemusí mít všechny rychlosti synchronizované. V dávné minulosti měly převodovky synchronizované třeba jen 2 stupně (třetí a čtvrtý), dnes je běžně nesynchronizován zpětný chod. Zpátečka je realizována ozubeným kolem na vlastní hřídeli a to se zasouvá do příslušných evolventních ozubení kola hnacího a hnaného současně. Kolo zpátečky má pro snazší zasunutí čelní plochu každého zubu ve tvaru klínu.
Synchronizace i u zpátečky má svůj význam pro rychlé zařazení zpětného chodu z větší dopředné rychlosti. Automobil tak může rychle začít couvat když sotva zastavil. Plně synchronizovaná převodovka má všechny rychlosti, tedy i zpátečku synchronizovanou. 

### Mechanická synchronizace
V automobilové praxi se běžně užívá manuální převodovka s mechanickou synchronizací. Praktické provedení synchronizačního mechanismu využívá brzdící synchronizační kroužek a zubovou spojku. Převodovka má dva hřídele umístěné vedle sebe (jeden vstupní, druhý výstupní).
Na vstupním (nejčastěji) hřídeli jsou vedle sebe napevno umístěna hnací kola jednotlivých rychlostních stupňů. Každé hnací kolo zabírá do odpovídajícího hnaného ozubeného kola. Hnaná kola jsou na hnaném hřídeli volně otočná a točí-li se hnací hřídel, hnaná kola se otáčejí různými úhlovými rychlostmi. Evolventní ozubení vůbec nejsou vysouvána ze záběru. Výstupní hřídel má úhlovou rychlost podle hnaného kola, které se k němu připojí zubovou spojkou. Může to být vždy jen jedno kolo a o to je postaráno konstrukcí řadícího mechanismu. Zuby spojek (na každém hnaném kole) jsou ohrožovány rozdíly úhlových rychlostí a právě zde pracují synchronizační kroužky. Zjednodušeně řečeno řadící vidlice tlačí při zařazování na synchronizační kroužek a ten třením o kuželovou plochu na příslušném volně otočném ozubeném kole zbrzďuje nebo urychluje toto kolo na stejnou úhlovou rychlost, jakou má výstupní hřídel. Když tlak vidlice na kroužek přemůže sílu pružiny, kroužek již přestane brzdit a dojde k propojení ozubení zubové spojky. Při násilném řazení nemusí být dost času k vyrovnání úhlových rychlostí a může dojít ke kolizi ozubů spojky.
Praktické konstrukce převodovek sledují různé cíle a proto se setkáváme s opačným umístěním pevného a volně otočného kola třeba i jen u jednoho stupně, nebo je uspořádání kompletně obrácené. Každopádně by ale hnací hřídel měl být konstruován tak, aby měl co nejmenší setrvačnou hmotu, neboť při řazení je tato hmota brzděna či urychlována synchronizačním kroužkem. Protože výstup převodovky je spojen s příliš velkou hmotou prakticky celého vozidla, dojde při vyrovnávání rychlostí k přizpůsobení otáček menší hmoty, kterou je vstupní hřídel převodovky (a hmoty na něm přímo navěšené).

### Elektronická synchronizace
Pokrok ve výkonnosti a spolehlivosti elektronických řídících systémů schopných práce v těžkých podmínkách dovolil v nedávné době vzniknout novým konstrukcím mnohastupňových automatických převodovek, které synchronizace dosahují plným elektronickým řízením otáček motoru, spojky a brzdy vstupního hřídele. Mechanická konstrukce postrádá brzdící synchronizační kroužek, zbytek konstrukce zůstává stejný. Uspořený prostor je využit k rozšíření kol s evolventním ozubením. Řídící jednotka dokáže řadit s meziplynem a místo brzdiček na každém převodovém stupni je použita brzda společná pro všechny stupně. Výrobce nákladních automobilů Mercedes nazývá tento systém "PowerShift".